# Fröjereds landskommun
Fröjereds landskommun var en tidigare kommun i dåvarande Skaraborgs län.

## Administrativ historik
När kommunbegreppet infördes i samband med att 1862 års kommunalförordningar trädde i kraft inrättades över hela landet cirka 2 400 landskommuner.
I Fröjereds socken i Vartofta härad i Västergötland inrättades denna kommun.
Vid kommunreformen 1952 bildade den storkommun tillsammans med de tidigare kommunerna Fridene landskommun och Korsberga landskommun.
1971 ombildades den till kommun men redan den 1 januari 1974 upplöstes den och Fröjereds församling fördes till Tidaholms kommun, medan församlingarna Fridene och Korsberga fördes till Hjo kommun.
Kommunkoden var 1952-1973 1626.

### Kyrklig tillhörighet
I kyrkligt hänseende tillhörde kommunen Fröjereds församling. Den 1 januari 1952 tillkom Fridene församling och Korsberga församling.

## Geografi
Fröjereds landskommun omfattade den 1 januari 1952 en areal av 131,45 km², varav 130,60 km² land.

### Tätorter i kommunen 1960
| Tätort    | Folkmängd |
| --------- | --------- |
| Blikstorp | 235       |
| Korsberga | 223       |

Tätortsgraden i kommunen var den 1 november 1960 21,7 procent.

## Politik

### Mandatfördelning i valen 1946-1970
| 5 | 15 |

| 20 |

| 12 | 12 | 7 | 4 |

| 33 |

| 13 | 11 | 6 | 5 |

| 32 |

| 11 | 14 | 5 | 5 |

| 30 | 5 |

| 12 | 13 | 5 | 5 |

| 30 | 5 |

| 9 | 12 | 4 | 5 |

| 25 | 5 |

| 9 | 13 | 4 |  | 4 |

| 23 | 8 |